# Walking the cow (nummer)

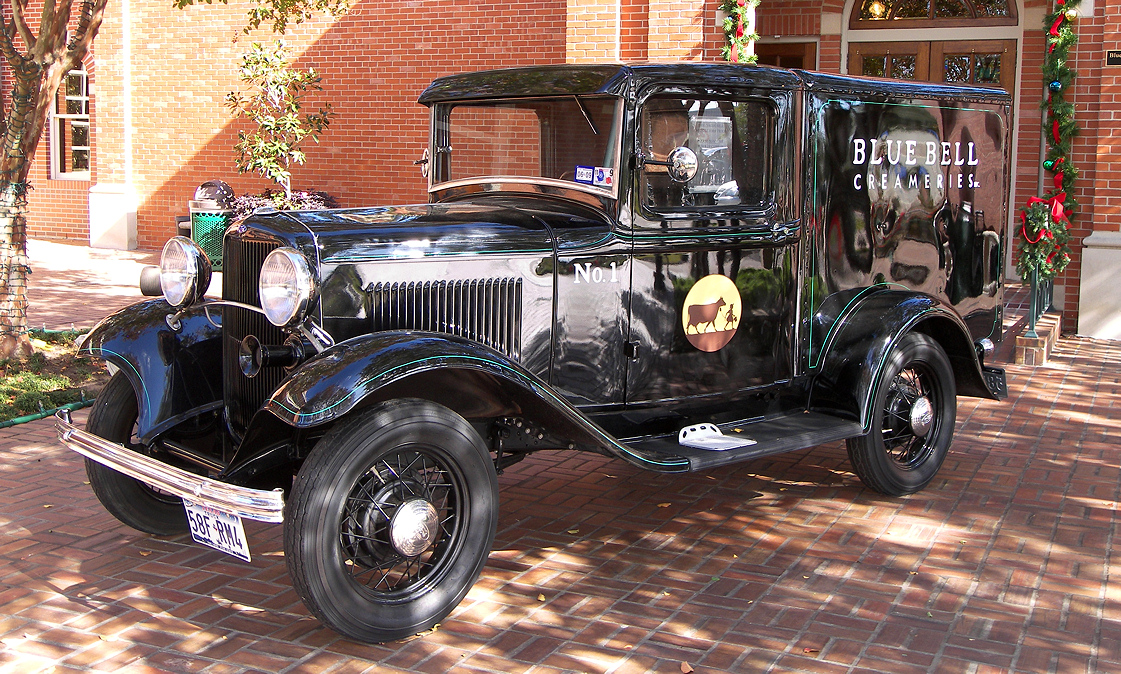
Een oude vrachtauto van Blue Bell Creameries met het logo van het voedselbedrijf waarop een meisje een koe uitlaat

Walking the cow is een lied van de Amerikaanse muzikant Daniel Johnston. Het nummer verscheen voor het eerst op de cassette Hi, how are you (1983). In samenwerking met het Nederlandse collectief BEAM orchestra bracht Johnston in 2010 het album Beam me up!! uit met heropnames van zijn vroege werk, waaronder Walking the cow. De titel van het nummer is gebaseerd op het logo van voedselbedrijf Blue Bell Creameries waarop een meisje een onwelwillende koe aan een tuigage neemt.

## Structuur
Het lied vangt aan met geluidsfragmenten van speelgoed om kinderen dierengeluiden te leren herkennen. Johnston onderbreekt deze geluidsfragmenten door de luisteraar aan te spreken ("Hi, how are you?"). De geluiden die geproduceerd worden door het mechanisme van de cassetterecorder zijn goed hoorbaar. Het lied bestaat uit diverse takes (opnames) die door deze geluiden duidelijk van elkaar gescheiden zijn. Als instrument wordt een speelgoedorgel gebruikt.
Elk couplet bevat eigen tekst. Er zijn twee refreinen (Lucky stars in your eyes en I am walking the cow). Na het eerste deel speelt Johnston een solo op het orgel. De coda ter inleiding van de afsluiting van het lied bevat een variatie van eerder gespeelde melodie.

## Betekenis en verwijzingen
Walking the cow is opgenomen in 1983 op de cassette Hi, how are you. De aan bipolaire stoornis lijdende Johnston maakte destijds een zenuwinzinking door. Walking the cow heeft een dubbele betekenis. De titel van het lied (Nederlands: de koe uitlaten) gaat over het dragen van verantwoordelijkheid, het uitvoeren van taken. Elders leest de tekst "Lucky stars in your eyes" wat verwijst naar dagdromen. Hoewel het dagdromen een positief gevoel kan opwekken, ziet Johnston er tevens een gevaar in:

Everybody has that part of the day too. You’re dreaming and you’re feeling pretty good. If it lasted forever, you’d be bored by it. Somebody who dreamed all the time might become sort of, uh, satanic. They’d think they were superior. But a little bit of this and a little bit of that, it’s all right.
— Daniel Johnston

In het nummer Keep punching Joe, eveneens afkomstig van Hi, how are you, noemt Johnston dezelfde uitdrukking:
Listen, folks, I gotta tell you now
I've been singing the blues and walking the cow
I tell you my soul's like running water
Hot or cold now one or the other
De Italiaanse folkrockband Walking the Cow is vernoemd naar het lied.

## Covers
Het lied is gecoverd door diverse bands en artiesten. Walking the cow werd door de Amerikaanse popgroep The Reivers als bonustrack op de heruitgave van hun debuutalbum Translate slowly (1985) opgenomen. In 1991 verscheen het nummer op het album Flyin' the flannel van de Amerikaanse rockband Firehose. Pearl Jam speelde Walking the cow tijdens Bridge School Benefit 1994 waarna het belandde op de bootleg In rock we trust (1995). Anno 2019 heeft Pearl Jam het lied driemaal live gespeeld. Daarnaast heeft Pearl Jam's zanger Eddie Vedder Walking the cow ook tijdens solo-optredens gespeeld. Glass Eye's zangeres Kathy McCarty nam het nummer op voor het coveralbum Dead dog's eyeball: Songs of Daniel Johnston (1994). Walking the cow is het eerste lied op het livealbum "Ring spiel" tour '95 van de Amerikaanse musicus Mike Watt. Nina Persson's soloproject A Camp coverde het lied op hun eponieme debuutalbum A Camp (2001). In 2004 verscheen het coveralbum The Late Great Daniel Johnston: Discovered Covered. TV on the Radio verzorgde de cover van Walking the cow.